# 브라이언 형제
마이클 칼 브라이언(마이크)과 로버트 찰스 브라이언(밥)은 미국의 프로 테니스 선수들이다. 쌍둥이 형제인 두 사람은 함께 복식팀을 이뤄 2003년 처음으로 세계 남자 복식 랭킹 1위에 오른 이래 현재까지 수 년간 세계 랭킹 3위권 이내 수준의 뛰어난 성적을 유지해왔으며, 약간의 랭킹 변동은 있었으나 약 수 백 주 이상 랭킹 1위를 기록했다. 2005년부터 2006년까지는 그랜드 슬램 남자 복식 결승에 7회 연속으로 진출하여(그 중 3번 우승) 오픈 시대 이래 최다 그랜드 슬램 복식 결승 진출 기록을 세웠다.
1978년 4월 29일에 함께 태어난 두 사람은, 마이크 브라이언이 밥 브라이언보다 2분 일찍 태어났으며, 밥이 형보다 3 cm 더 크다, 두 사람은 함께 복식팀으로 활동하면서 2010년 호주 오픈 복식 우승까지 총 57회의 복식 대회 우승을 기록했다. 이 우승 기록에는 호주 오픈 4회(2006, 2007, 2009, 2010), 프랑스 오픈 1회(2003), 윔블던 1회(2006), US 오픈 2회(2005, 2008)도 포함되어 있다. 또한 마스터스 컵 복식에서도 3회(2003, 2004, 2009) 우승했으며 그외에도 총 38회의 준우승도 기록했다. 2008년 베이징 올림픽 테니스 남자 복식에서 동메달을 땄으며, 2007년에는 앤디 로딕, 제임스 블레이크와 함께 데이비스 컵 미국 대표선수로 출전하여 팀의 우승에 기여하기도 했다.
브라이언 형제는 지금까지 데이비스 컵의 미국 대표선수로 수 년간 참가해오면서 복식에서 15승 2패의 뛰어난 성적을 기록하고 있다. 이 중 2패는 2005년 크로아티아의 이반 류비치치와 마리오 안치치 팀, 그리고 2008년 프랑스의 아르노 클레망과 미카엘 로드라 팀에게 당한 것이다. 두 형제는 데이비스 컵 단식 경기에도 출전했다.
두 명 모두 한손 백핸드를 구사하는 브라이언 형제는 매우 공격적인 경기 스타일로 잘 알려져 있다. K-Swiss로부터 의상 및 신발을 협찬 받고 있으며, 라켓은 프린스로부터 협찬 받고 있다. 사용하는 라켓 모델의 프린스 'Exo3 Ignite Team 95'이며, 각자의 취향에 맞게 주문 제작으로 변형된 버전의 제품을 사용한다.

## 주요 대회 성적 연대표

### 복식
- 중복 표기를 막기 위해 아래 표의 업데이트는 매 대회에서 팀의 최종 성적이 결정된 이후에 적용함을 원칙으로 한다.

| 대회                        | 1995   | 1996   | 1997   | 1998   | 1999   | 2000   | 2001   | 2002   | 2003   | 2004   | 2005   | 2006   | 2007   | 2008   | 2009       | 2010       | 통산    |
| --------------------------- | ------ | ------ | ------ | ------ | ------ | ------ | ------ | ------ | ------ | ------ | ------ | ------ | ------ | ------ | ---------- | ---------- | ------- |
| 그랜드 슬램                 |        |        |        |        |        |        |        |        |        |        |        |        |        |        |            |            |         |
| 호주 오픈                   | 미참가 | 미참가 | 미참가 | 미참가 | 미참가 | 1회전  | 1회전  | 8강    | 3회전  | 준우승 | 준우승 | 우승   | 우승   | 8강    | 우승       | 우승       | 4 / 11  |
| 프랑스 오픈                 | 미참가 | 미참가 | 미참가 | 미참가 | 2회전  | 2회전  | 2회전  | 8강    | 우승   | 4강    | 준우승 | 준우승 | 8강    | 8강    | 4강        |            | 1 / 11  |
| 윔블던                      | 미참가 | 미참가 | 미참가 | 미참가 | 3회전  | 1회전  | 4강    | 4강    | 8강    | 3회전  | 준우승 | 우승   | 준우승 | 4강    | 준우승     |            | 1 / 10  |
| US 오픈                     | 1회전  | 1회전  | 1회전  | 1회전  | 1회전  | 8강    | 2회전  | 4강    | 준우승 | 3회전  | 우승   | 3회전  | 8강    | 우승   | 4강        |            | 2 / 15  |
| 그랜드 슬램 우승률          | 0 / 1  | 0 / 1  | 0 / 1  | 0 / 1  | 0 / 3  | 0 / 4  | 0 / 4  | 0 / 4  | 1 / 4  | 0 / 4  | 1 / 4  | 2 / 4  | 1 / 4  | 1 / 4  | 1 / 4      | 1 / 1      | 7 / 44  |
| 올림픽                      |        |        |        |        |        |        |        |        |        |        |        |        |        |        |            |            |         |
| 하계 올림픽                 | 미개최 | 미참가 | 미개최 | 미개최 | 미개최 | 미참가 | 미개최 | 미개최 | 미개최 | 8강    | 미개최 | 미개최 | 미개최 | 4강-B  | 미개최     | 미개최     | 0 / 2   |
| 마스터스 컵                 |        |        |        |        |        |        |        |        |        |        |        |        |        |        |            |            |         |
| 마스터스 컵                 | 미참가 | 미참가 | 미참가 | 미참가 | 미참가 | 미참가 | RR     | 미참가 | 우승   | 우승   | 4강    | RR     | 미참가 | 준우승 | 우승       |            | 3 / 7   |
| ATP 월드 투어 마스터스 1000 |        |        |        |        |        |        |        |        |        |        |        |        |        |        |            |            |         |
| 인디언 웰즈 마스터스        | 미참가 | 미참가 | 미참가 | 미참가 | 8강    | 1회전  | 1회전  | 8강    | 준우승 | 2회전  | 4강    | 준우승 | 1회전  | 8강    | 4강        |            | 0 / 11  |
| 마이애미 마스터스           | 미참가 | 미참가 | 미참가 | 미참가 | 8강    | 3회전  | 8강    | 3회전  | 4강    | 4강    | 1회전  | 준우승 | 우승   | 우승   | 4강        |            | 2 / 11  |
| 몬테카를로 마스터스         | 미참가 | 미참가 | 미참가 | 미참가 | 미참가 | 미참가 | 미참가 | 1회전  | 8강    | 미참가 | 준우승 | 미참가 | 우승   | 8강    | 준우승     |            | 1 / 6   |
| 로마 마스터스               | 미참가 | 미참가 | 미참가 | 미참가 | 미참가 | 미참가 | 8강    | 1회전  | 2회전  | 4강    | 준우승 | 8강    | 2회전  | 우승   | 준우승     |            | 1 / 9   |
| 마드리드 마스터스           | 미참가 | 미참가 | 미참가 | 미참가 | 미참가 | 미참가 | 2회전  | 4강    | 1회전  | 준우승 | 1회전  | 우승   | 우승   | 8강    | 2회전      |            | 2 / 9   |
| 캐나다 마스터스             | 미참가 | 미참가 | 미참가 | 미참가 | 미참가 | 미참가 | 2회전  | 우승   | 4강    | 2회전  | 4강    | 우승   | 4강    | 준우승 | 4강        |            | 3 / 9   |
| 신시내티 마스터스           | 미참가 | 미참가 | 1회전  | 미참가 | 1회전  | 1회전  | 8강    | 8강    | 우승   | 2회전  | 2회전  | 준우승 | 준우승 | 우승   | 준우승     |            | 2 / 11  |
| 상하이 마스터스             | 미개최 | 미개최 | 미개최 | 미개최 | 미개최 | 미개최 | 미개최 | 미개최 | 미개최 | 미개최 | 미개최 | 미개최 | 미개최 | 미개최 | 8강        |            | 0 / 1   |
| 파리 마스터스               | 미참가 | 미참가 | 미참가 | 미참가 | 미참가 | 미참가 | 1회전  | 2회전  | 1회전  | 1회전  | 우승   | 4강    | 우승   | 2회전  | 8강        |            | 2 / 8   |
| 함부르크 마스터스           | 미참가 | 미참가 | 미참가 | 미참가 | 미참가 | 미참가 | 2회전  | 1회전  | 4강    | 준우승 | 8강    | 4강    | 우승   | 준우승 | 비마스터스 | 비마스터스 | 1 / 8   |
| 결승 진출                   | 0      | 0      | 0      | 0      | 1      | 0      | 5      | 8      | 8      | 11     | 11     | 11     | 15     | 12     | 10         | 1          | 92      |
| 우승                        | 0      | 0      | 0      | 0      | 0      | 0      | 4      | 5      | 5      | 7      | 5      | 7      | 11     | 5      | 6          | 1          | 55      |
| 승-패                       | 0–1    | 0–1    | 0–2    | 4–6    | 15–15  | 18–16  | 45–23  | 54–19  | 64–21  | 70–17  | 63–19  | 42–9   |        |        |            |            | 390–150 |